# USA i olympiska vinterspelen 2014
USA deltog i de olympiska vinterspelen 2014 i Sotji, Ryssland, med en trupp på 230 atleter fördelat på 15 sporter. 
Fanbärare av den amerikanska truppen på invigningen i Sotjis Olympiastadion var Todd Lodwick som tävlade i nordisk kombination.
USA tog 9 guld, 7 silver och 12 brons under spelen.